# Karin Stampfel
Karin Stampfel (* 21. April 1958) ist eine österreichische Politikerin (FPÖ). Von Juli 2015 bis Februar 2020 war sie Abgeordnete zum Burgenländischen Landtag.

## Leben
Karin Stampfel absolvierte eine Handelsschule und ist als Beamtin tätig, seit 1997 ist sie Gemeinderätin.
Am 9. Juli 2015 wurde sie in der XXI. Gesetzgebungsperiode als Abgeordnete zum Burgenländischen Landtag angelobt, wo sie Obfrau-Stellvertreterin im Umweltausschuss und Mitglied des Agrarausschusses ist und als Bereichssprecherin für Gleichbehandlung, Frauen, Umwelt, Energie, Tierschutz, Senioren sowie Land- und Forstwirtschaft fungiert.
Am  21. Juni 2016 wurde sie zur Bezirksparteiobmann-Stellvertreterin im Bezirk Neusiedl am See gewählt.
Bei der Landtagswahl 2020 kandidierte sie hinter Spitzenkandidat Alexander Petschnig auf dem zweiten Listenplatz im Landtagswahlkreis 1. Nach der Landtagswahl 2020 schied sie aus dem Landtag aus.

## Auszeichnungen
- 2020: Großes Ehrenzeichen des Landes Burgenland in Gold[6]